# Hypnum bicolor
Hypnum bicolor är en bladmossart som beskrevs av Bélanger 1834. Hypnum bicolor ingår i släktet flätmossor, och familjen Hypnaceae. Inga underarter finns listade i Catalogue of Life.